# 董霖
參數所指定的目標頁面不存在，建議更正成存在頁面或直接建立下列一個頁面（建立前請先搜尋是否有合適的存在頁面可以取代）：
- 董霖 (电影演员)

董霖（1907年9月29日—1998年10月18日），字为公，江苏省海门县津桥镇人。中华民国国际法学家、外交官。

## 生平

### 早年生涯
1926年，董霖考入复旦大学学习英国文学专业，后来改学法政专业。在校期间，董霖秘密加入中国国民党。大学毕业后，董霖赴西安，在西安中山大学（原国立西北大学）任教。不久，董霖出任中国国民党西安市党部宣传部部长，由此开始从政。
1936年，已担任中央政治会议秘书的董霖，脱离政界，赴美国留学，先后获得硕士、博士学位。
1941年12月，太平洋战争爆发，董霖归国来到上海，任教于美国传教士办的之江大学，后来秘密自上海赴重庆。1942年，董霖作为国防最高委员会参事，参与修订全国行政法规，并任中国国民党中央宣传部主任秘书。1943年，董霖任国民政府立法院立法委员，还在重庆发起创办中国国际公法学会，并且兼任中华法学会秘书长。1943年4月，董霖获国民政府外交部政务次长吴国桢邀请，调任外交部参事，由此开始外交生涯。抗日战争后期，中国重视对欧洲、美国的外交，董霖在处理欧洲事务方面发挥了自身专长。

### 驻荷兰大使
1944年底，二战欧洲战场德国已趋于失败。为应对战后局面，国民政府外交部调整外交布局。1945年3月，董霖被任命为中国驻荷兰大使。
1945年4月，董霖抵达荷兰流亡政府所在地英国伦敦。1945年5月8日，德国宣布投降。此后，荷兰流亡政府自英国迁回荷兰国内。5月29日，董霖与荷兰签订了《中荷新约》，废除了荷兰对华的不平等条约。同年10月，董霖将使馆自伦敦迁至荷兰海牙的新址。
当时，荷属东印度（即今印度尼西亚）独立运动掀起。太平洋战争爆发后，日本占领荷属东印度。1945年日本投降后，当地抵抗领袖苏加诺领导独立运动，当地局势混乱。荷属东印度有华侨200万人，华侨人身安全及财产遭严重威胁。董霖与荷兰政府协商，了解荷兰方面的动态，并通过荷属东印度华侨留学的子女探听当地情况，为国民政府及时掌握荷属东印度情况作出了贡献。
1945年9月下旬，在荷兰的华侨到中国驻荷兰使馆求助。因战时华侨无法汇款回中国，战争结束后，华侨纷纷准备回款回中国，但荷兰盾不是国际通用货币，需兑换为英镑方能汇寄到中国国内。董霖乃吩咐秘书为华侨兑换，并代从英国伦敦汇款。回到伦敦后，董霖又发现中国农村无法收汇，正巧两位途经伦敦的中国外交官在中国国内存有法币，经协商汇价之后，终于解决了问题，两位中国外交官收下英镑，再以法币交给华侨在国内的亲属。未料，后来荷兰盾对英镑升值，一些华侨向国民政府外交部控诉，认为使馆从中牟利，损害华侨利益。董霖为避免这种中伤，特地请求国民政府外交部派员彻查。经过此事，董霖托病于1946年11月离开中国驻荷兰大使任所回国。
　　

### 国共内战
1947年初，回到中国的董霖出任国民政府外交部顾问兼美洲司司长，一直任至1948年12月。在外交部美洲司司长任上，董霖交涉办理了中国与美国的一系列条约。
第二次国共内战中，蒋介石的国民政府依赖美国援助，外交部的中心任务便是请求美国援助。当时，美国加强了对蒋介石政府的援助。董霖忙于同美国驻华使馆商谈经济及军事援助等问题，先后参与和经手了大量协定、换文，其中军事方面有1947年11月中美互换同意美军驻军换文，1947年12月《中美海军协定》；经济方面有1948年7月《美国对华经济援助协定》，1948年8月中美设立中国农村复兴委员会换文；文化及慈善方面有1947年10月的中美《关于美国救济援助中国人民之协定》，1947年11月中美《文化协定》等等。
例如，美国国会通过《援华法案》，拨款3.38亿美元为经济援助、1.25亿美元为军事援助。此后，董霖代表中国政府与美国方面商谈上述援款的具体实施办法。因为此属美国直接支持蒋介石政府内战的行为，故外交部长王世杰为免泄密，要求董霖亲自交涉。
为了换取美国援助，董霖经手的这些协定、换文均依美国的要求签订。1948年7月，《美国对华经济援助协定》签字之前，王世杰认为协定规定美国方面有权对援华物资“直接监督及管理”，有损中国国体，故要求董霖交涉删除相关条款。董霖对此十分不满，追问王世杰，假如美国方面不同意删除，中国政府是否拒绝协商从而放弃美援。董霖认为，这是中国人好面子的表现，毫无意义。
1946年8月，中美签署让售战时剩余物资协定，美国将存于西太平洋的总价值约25.3亿美元的战时剩余物资，以10%的价格“出售”给中国，中国则承诺将若干港口的房地产转让给美国驻华机构使用，以作为补偿。但因中国各机构推诿，中国方面的承诺始终未能兑现。美国驻华大使司徒雷登为此大发脾气，向蒋介石及行政院院长张群提出抗议。张群遂要求董霖牵头处理。董霖迅速集合了有关部门负责人，商讨出解决办法，并且限期执行。问题很快解决。董霖自认为维护了美国方面的“合法”利益。但实际上，中国方面的利益由此受损。
　　

### 寓居美国
1948年12月20日，董霖升任外交部次长。此时，董霖知道中国国民党大势已去，便以处理中国驻法国使馆凌其翰等人宣布起义事件、安抚中国驻外使馆人心的借口，于1949年10月飞抵欧洲。1949年12月，董霖电请辞职，由此脱离了中华民国政府。
此后，董霖转赴美国定居，以教学及著述为生。1957年春，获聘为纽约圣若望大学研究院及大学部政治系主任兼教授。1962年秋，改任纽约市立大学研究院及昆士学院国际公法教授。
1998年10月18日，董霖逝世，享年92岁。

## 著作
- 董霖，帝国主义与中华民族，上海：光明书局，1930年
- 董霖，中国政府，上海：世界书局，1941年
- 董霖，战前之中国宪政制度，台湾：世界书局，1968年
- 董霖、佩萱，法西斯主义与新意大利，黎明书局，1932年
- 董霖，中国与国际公法
- 董霖，近代中国之政治制度
- 董霖，联合国制度下之国际组织
- 董霖，中国与列强
- 董霖，中国革命的回忆：1926～1949
- 董霖译著，顾维钧与中国战时外交（传记文学丛刊四十五），台北市：传记文学出版社，1978年[1]
- 董霖主编，国际公法与国际组织，台北：台湾商务印书馆，1993年

- 佛劳林斯基（M. T. Florinsky），世界革命与苏联，董霖译，上海：商务印书馆，1935年